# Fernando Rodríguez (futbolista argentino)
Fernando Domingo Rodríguez, conocido también como el "Rata" Rodríguez (Morón, Provincia de Buenos Aires, Argentina, 2 de junio de 1976), es un exfutbolista argentino. Jugaba de delantero y militó en diversos clubes de Argentina, Chile, Ecuador, Perú y Emiratos Árabes Unidos.

## Clubes
| Club                         | País                   | Año       |
| ---------------------------- | ---------------------- | --------- |
| Ferrocarril Midland          | Argentina              | 1993-1995 |
| Deportivo Morón              | Argentina              | 1998-1999 |
| Platense                     | Argentina              | 1999-2001 |
| Deportes Concepción          | Chile                  | 2001-2002 |
| El Porvenir                  | Argentina              | 2002      |
| Cobresal                     | Chile                  | 2003      |
| Olmedo                       | Ecuador                | 2004-2005 |
| Shabab Al-Ahli Dubai         | Emiratos Árabes Unidos | 2006      |
| Universidad Católica (Quito) | Ecuador                | 2007      |
| Juan Aurich                  | Perú                   | 2008      |
| Sportivo Italiano            | Argentina              | 2008-2009 |
| Gimnasia y Tiro de Salta     | Argentina              | 2009      |
| Argentino de Merlo           | Argentina              | 2010-2014 |